# بس‌اوبا (استان قراغندی)
بس‌اوبا (انگلیسی: Besoba) یک شهرک در استان قراغندی کشور قزاقستان است.